# Bird (Unternehmen)

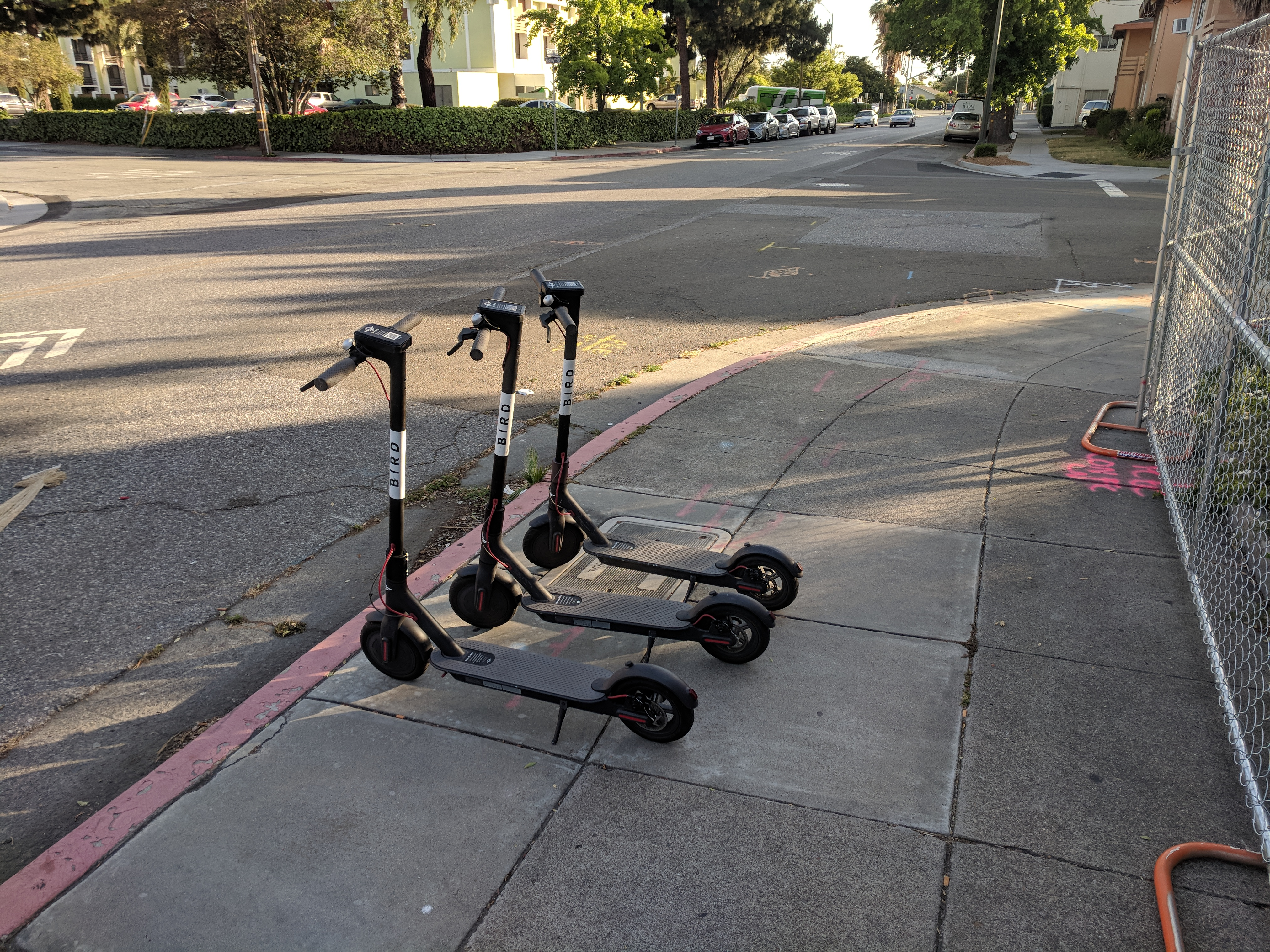
Roller von Bird am Straßenrand

Bird (dt. Vogel) ist der Name eines E-Scooter-Verleihsystems, das von der der Firma Bird Global Inc. mit Sitz in Miami betrieben wird. Vermittelt durch eine eigene Mobile App vermietet Bird Elektro-Tretroller und Elektro-Fahrräder in mehreren Städten in Nordamerika und Europa. Zwischenzeitlich vertrieb das Unternehmen auch eigene Elektrofahrräder.
Das Deutschland-Geschäft wurde von der Bird Rides Germany GmbH geleitet. In Deutschland war das Verleihsystem von August 2019 bis November 2019 und vom Sommer 2020 bis zum im Oktober 2022 angekündigten Rückzug aktiv.

## Geschichte

### Geschäftsverlauf
Bird wurde 2017 von Travis VanderZanden, einem ehemaligen Chief Operating Officer von Lyft und Geschäftsführer von Uber, gegründet.
In mehreren Runden beteiligten sich Private-Equity-Gesellschaften an der Finanzierung des Unternehmens: In der Series-A-Finanzierung im Februar 2018 erhielt das Unternehmen unter der Führung von Craft Ventures 15 Millionen Dollar. Bei der Series-B-Finanzierung im März 2018 wurden weitere 100 Millionen Dollar eingesammelt. Bird gab im Oktober 2019 bekannt, in der insgesamt vierten Finanzierungsrunde 275 Millionen Dollar von Investoren erhalten zu haben.
Ende Januar 2020 kündigte Bird die Übernahme des in Berlin ansässigen Konkurrenten Circ an; im Rahmen der Übernahme wurde die vorangegangene Finanzierungsrunde um 75 Millionen Dollar auf 350 Millionen aufgestockt.
Im April 2021 sammelte das Unternehmen 208 Millionen Dollar Privatkapital von Bracket Capital, Sequoia Capital und Valor Equity Partners ein.
Im November 2021 wurde Bird Rides Inc. mit der Mantelgesellschaft Switchback II, einer Special Purpose Acquisition Company (SPAC), verschmolzen. Dazu wurde in einer PIPE-Transaktion (Private Investment in Public Equity) das Eigenkapital aus Mitteln der Fidelity Management & Research Company um 160 Millionen Dollar erhöht. Weitere 40 Millionen Dollar kamen von Apollo Investment und MidCap Financial. Switchback II selbst brachte Barmittel in Höhe von 316 Millionen Dollar in das Konstrukt ein, das mit einem Reinertrag von bis zu 428 Millionen Dollar seine Geschäftstätigkeit beginnen konnte.
Das Unternehmen ging am 5. November 2021 als Bird Global Inc. zu einem Preis von 8,34 Dollar pro Aktie mit einer Marktbewertung von rund 2,3 Milliarden US-Dollar an die New York Stock Exchange.
Der Aktienkurs fiel zunächst, erholte sich aber zum Jahresende hin, um dann ab Januar 2022 fortwährend zu fallen. Im zweiten Quartal 2022 kündigte das Unternehmen an, Geschäftsfelder aufzugeben und sich aus bestimmten Regionen zurückzuziehen. Zum 29. Juni trat Hauptgeschäftsführer VanderZanden als Firmenpräsident zurück und wurde durch den Chief Operating Officer Shane Torchiana ersetzt, blieb aber Hauptgeschäftsführer und behielt den Vorsitz im Verwaltungsrat. Da das Unternehmen seit Mai 2022 zu einem Aktienkurs von deutlich unter einem US-Dollar gehandelt wurde, galt es als Pennystock und hätte mittelfristig aus dem Handel an der New Yorker Börse genommen werden können.
Zum 13. Oktober 2022 war die Marktkapitalisierung auf 70 Millionen Dollar gefallen. In der folgenden Woche kündigte das Unternehmen an, sich aus Deutschland, Schweden und Norwegen zurückzuziehen.
Die Falschbuchung bestimmter Arten von Fahrten führte seit dem ersten Quartal des Jahres 2020 zur Ausweisung von Erträgen, die pro Quartal um 5 bis 15 Prozent über den tatsächlichen Erträgen gelegen haben sollen. Gegenüber der Börsenaufsichtsbehörde SEC und den Aktionären erklärte das Unternehmen in einer am 14. November 2022 veröffentlichten Erklärung die eigenen Geschäftsberichte und testierten Konzernabschlüsse der vorangegangenen zweieinhalb Jahre für nicht aussagekräftig. Es verschob die Veröffentlichung des Berichts über das dritte Quartal 2022 und kündigte an, korrigierte Abschlüsse nachzureichen sowie die als unzureichend bemängelten internen Buchungs- und Kontrollprozesse zu verbessern. Der Kurs der Aktie fiel nach der Bekanntgabe des selbstverschuldeten Ertragsrückgangs auf 24 Cent. Das Fortbestehen des Unternehmens war nach eigener Einschätzung aus dem November 2022 in Zweifel zu ziehen.
Am 18. Mai 2023 wurde auf einer außerordentlichen Hauptversammlung eine Aktienzusammenlegung bestimmter Aktienarten zum Verhältnis 25 Altaktien gegen 1 Neuaktie beschlossen. Dies trat am Folgetag in Kraft, an dem die Geschäftsleitung überdies bekannt gab, dass Mitglieder des Vorstands zwecks Kurspflege bereits zuvor Aktien der eigenen Firma gekauft hatten. Gründer VanderZanden verließ das Unternehmen im Juni 2023. Nach der Aktienzusammenlegung lag der Kurs an der New Yorker Börse auch rückwirkend zunächst wieder oberhalb der Pennystock-Grenze.
Am 19. September 2023 verkündete Bird Global Inc. die Übernahme der Spinny Labs Inc. von Tier Mobility. Am 22. September 2023 nahm die New Yorker Börse wegen anhaltender Unterschreitung der Mindestbewertung die Aktie bei einem Stand von 90 Cent und einem Marktwert des Unternehmens von 11,6 Millionen Dollar aus dem Handel. Die Marktbewertung lag im November 2023 bei 8 Millionen Dollar. Im Dezember 2023 meldete Bird Global Inc. Insolvenz zur Sanierung gemäß Chapter 11 des Insolvenzrechts der Vereinigten Staaten an. Die Sanierung soll mit Überbrückungszahlungen in Höhe von 25 Millionen Dollar durch MidCap Financial und andere existierende Geldgeber vonstattengehen und den Verkauf veräußerbaren Vermögenswerte beinhalten.

### Geschäftstätigkeit nach Ländern

#### Deutschland
Die Bird Rides Germany GmbH mit Sitz in Berlin stellte ab August 2019 Roller in den Städten Berlin, Düsseldorf, Frankfurt, Hamburg, Köln und München auf. Sie nahm Ende November 2019 alle Roller vom Markt und begründete dies mit geringer Auslastung im Winter. Im Frühjahr 2020 (damals begann die COVID-19-Pandemie) wurde Personal einschließlich des Geschäftsführers Christian Geßner abgebaut. Der Neustart des Verleihgeschäfts verzögerte sich bis zum Sommer.

#### Österreich
Bird ist neben Lime (Unternehmen) und Link aktiver E-Scooter-Verleiher in Wien – Stand 2023.

### Produkte
Bird betrieb zunächst mit zugekauften Rollern in Eigenregie ein Verleihsystem. Aufgrund der Kostenstruktur erwies sich dieses Geschäftsmodell als nicht tragfähig. Daher entwickelte Bird die im November 2018 vorgestellte „Bird Platform“, so dass auf Basis der mobilen App des Unternehmens und der neu entwickelten Bird-Zero-Fahrzeuge der Betrieb einschließlich Teilen des Geschäftsrisikos an unabhängige Betreiber ausgelagert werden konnte. Diese Franchisenehmer, meist Kleinunternehmer, konnten sich zudem mit eigenen Elektrorollern in das System einbinden.
Ab 2019 vertrieb Bird eigene Fahrzeuge, kündigte aber im zweiten Quartal 2022 an, sich aus diesem Geschäftsfeld sowie aus mehreren Regionen zurückzuziehen.

## Anwendung

### Grundsätze
Der Benutzer installiert die Bird App, muss sich registrieren und eine Zahlungsmethode angeben (meist eine Kreditkarte). Die App zeigt alle verfügbaren Roller (per GPS verfolgt) in der Nähe an. Der Benutzer scannt dann den QR-Code auf dem Roller und kann die Fahrt beginnen. Zum Abschluss der Fahrt parkt der Benutzer den Roller (vorzugsweise am Straßenrand) und beendet dann die Fahrt durch die App. Der Preis wird sofort von der Kreditkarte des Benutzers abgebucht. Guthaben kann auch vorab als „Bird Cash“ eingezahlt werden. Wenn Probleme mit der Fahrt aufgetreten sind (z. B. ein defektes Fahrzeug), kann der Benutzer diese über die App melden.

### Einsatzgebiet
In der Bird-App kann der Benutzer den Betriebsbereich des Dienstes sehen. Das Fahren außerhalb des Einsatzgebietes wird toleriert, aber wenn der Roller dann außerhalb des Betriebsbereichs stehen gelassen wird, wird dem Benutzer eine Gebühr berechnet. Die Gebühr unterscheidet sich je nach Stadt und Land, in dem der Benutzer fährt.

### Preise
Im Allgemeinen ist der Preis in Ländern, in denen der Euro oder der Dollar verwendet wird, 1 €/$, um den Roller zu entsperren, sowie 0,15 €/$ pro Minute Benutzung. Für Länder mit anderen Währungen kann der Preis abweichen. Verschiedene Städte in einem Land können zudem unterschiedliche Preise haben, so betrug er z. B. 0,17 € in Düsseldorf und 0,19 € in Soest.
Bird und andere Elektroroller-Sharing-Firmen werden oft für ihre relativ hohen Preise kritisiert, insbesondere im Vergleich zu öffentlichen Verkehrsmitteln. Die Unternehmen selbst verweisen darauf, dass die Roller keine Alternative zu bestehenden Verkehrsmitteln darstellen sollen und dass die Kosten für den Kauf, die Aufladung und die Wartung der Roller hoch seien.

## Probleme

### Aufstellung, Vandalismus
Das Unternehmen brachte seine Roller zuerst in San Francisco auf den Markt, ohne die entsprechenden Genehmigungen einzuholen. Nachdem die Stadt im Juni 2018 eine Unterlassungsanordnung beschlossen hatte, wurden die Roller von Bird vorübergehend aus San Francisco entfernt.
Die Roller sind mehrfach zum Ziel von Vandalismus geworden. Die Menschen in San Francisco kämpften gegen den Roller-Trend, indem sie die Fahrzeuge in die San Francisco Bay warfen. Einige Leute gingen so weit, die Roller mit Fäkalien zu beschmieren.

### Parken
Weil Bird ein Elektroroller-Sharing-System ist, bietet es keine Parkplätze, sondern die Roller können fast überall abgestellt werden. Aus diesem Grund befinden sich die Roller manchmal auf dem Bürgersteig, auf Behindertenparkplätzen, vor Garageneinfahrten usw. Dagegen gehen Ordnungsämter und Polizei jedoch vor.